# Сельское поселение Гуслевское
Се́льское поселе́ние Гу́слевское — упразднённое муниципальное образование (сельское поселение) в составе бывшего Талдомского муниципального района Московской области.
Административный центр — село Новогуслево.
Поселение граничит с городским поселением Запрудня на западе, сельским поселением Темповое на северо-западе, городскими поселениями Талдом и Северным на севере, сельским поселением Ермолинское на северо-востоке, с сельским поселением Шеметовское Сергиево-Посадского района на востоке, сельским поселением Якотское, городским поселением Дмитров Дмитровского района и с городским поселением Вербилки на юге. Площадь территории муниципального образования — 30 089 га.
На территории сельского поселения расположены многочисленные (учтено 343) садоводческие товарищества, что отражено на флаге в виде яблоневых цветков. В весенне-летний период численность населения за счет притока иногородних жителей возрастает на 40—50 %. Три цветка символизируют три сельских округа: Павловичевский, Гуслевский и Юркинский, составивших единое сельское поселение.
Ведущей отраслью экономики являются сельскохозяйственные предприятия: ООО «Золотой колосок», ОАО «Нива», ООО «Неофам», ЗАО «Доброволец», которые специализируются на племенном свиноводстве, производстве молока, мяса и выращивании картофеля. Социальную сферу сельского поселения представляют: две общеобразовательных школы (в Новоникольском и Павловичах), два детских дошкольных учреждения, три сельских дома культуры, 5 библиотек. Здравоохранение включает в себя три фельдшерско-акушерских пункта. Основными природными ресурсами являются запасы торфа, лес, запасы песка и глины.
По территории поселения протекают реки Дубна, Свистушка, Нушполка. Дорожное сообщение представлено трассой Дмитров — Талдом — Темпы Р112 и дорогами местного значения. Через сельское поселение проходит железнодорожная линия Савёловского направления, которая представлена платформами 94 км и Власово.

## Население
Изменение численности населения по данным переписей и ежегодных оценок:
| 2006  | 2007  | 2008  | 2009  | 2010  | 2011  |
| ----- | ----- | ----- | ----- | ----- | ----- |
| 3238  | ↗3256 | ↗3296 | ↗3343 | ↗3406 | ↗3438 |
| 2012  | 2013  | 2014  | 2015  | 2016  | 2017  |
| →3438 | ↗3494 | ↗3521 | →3521 | ↗3538 | ↘3531 |
| 2018  |       |       |       |       |       |
| ↘3488 |       |       |       |       |       |

## Населённые пункты
Административно сельское поселение Гуслевское включает в себя 42 населённых пункта:
| Наименование      | Вид     | Население, (2010) | ОКАТО          | Бывшая административная единица |
| ----------------- | ------- | ----------------- | -------------- | ------------------------------- |
| Аймусово          | деревня | 25                | 46 254 807 020 | Гуслевский сельский округ       |
| Бардуково         | деревня | 51                | 46 254 825 012 | Павловический сельский округ    |
| Батулино          | деревня | 5                 | 46 254 825 007 | Павловический сельский округ    |
| Бельское          | деревня | 16                | 46 254 807 002 | Гуслевский сельский округ       |
| Бобылино          | деревня | 10                | 46 254 807 016 | Гуслевский сельский округ       |
| Бурцево           | деревня | 1                 | 46 254 825 005 | Павловический сельский округ    |
| Васино            | деревня | 5                 | 46 254 807 014 | Гуслевский сельский округ       |
| Волково           | деревня | 3                 | 46 254 807 005 | Гуслевский сельский округ       |
| Вотря             | деревня | 36                | 46 254 807 019 | Гуслевский сельский округ       |
| Глинки            | деревня | 20                | 46 254 807 018 | Гуслевский сельский округ       |
| Головково-Марьино | деревня | 1                 | 46 254 825 008 | Павловический сельский округ    |
| Григорово         | деревня | 161               | 46 254 828 016 | Юркинский сельский округ        |
| Гусёнки           | деревня | 9                 | 46 254 807 023 | Гуслевский сельский округ       |
| Гуслево           | деревня | 0                 | 46 254 807 007 | Гуслевский сельский округ       |
| Дубки             | деревня | 63                | 46 254 807 008 | Гуслевский сельский округ       |
| Князчино          | деревня | 14                | 46 254 825 011 | Павловический сельский округ    |
| Коришево          | деревня | 0                 | 46 254 807 026 | Гуслевский сельский округ       |
| Кушки             | деревня | 13                | 46 254 807 003 | Гуслевский сельский округ       |
| Никулки           | деревня | 11                | 46 254 807 021 | Гуслевский сельский округ       |
| Новая             | деревня | 8                 | 46 254 825 010 | Павловический сельский округ    |
| Новогуслево       | село    | 382               | 46 254 807 001 | Гуслевский сельский округ       |
| Новоникольское    | село    | 1048              | 46 254 807 012 | Гуслевский сельский округ       |
| Нушполы           | деревня | 152               | 46 254 825 002 | Павловический сельский округ    |
| Павловичи         | деревня | 964               | 46 254 825 001 | Павловический сельский округ    |
| Петрино           | деревня | 0                 | 46 254 807 011 | Гуслевский сельский округ       |
| Попадьино         | деревня | 0                 | 46 254 807 022 | Гуслевский сельский округ       |
| Приветино         | деревня | 16                | 46 254 807 004 | Гуслевский сельский округ       |
| Пригары           | деревня | 36                | 46 254 828 018 | Юркинский сельский округ        |
| Рассадники        | деревня | 29                | 46 254 828 015 | Юркинский сельский округ        |
| Растовцы          | деревня | 47                | 46 254 807 015 | Гуслевский сельский округ       |
| Семёновское       | деревня | 38                | 46 254 825 003 | Павловический сельский округ    |
| Серебренниково    | деревня | 46                | 46 254 828 017 | Юркинский сельский округ        |
| Сорокино          | деревня | 0                 | 46 254 807 017 | Гуслевский сельский округ       |
| Сосково           | деревня | 6                 | 46 254 825 006 | Павловический сельский округ    |
| Стариково         | деревня | 27                | 46 254 807 009 | Гуслевский сельский округ       |
| Старково          | деревня | 7                 | 46 254 825 013 | Павловический сельский округ    |
| Сущёво            | деревня | 10                | 46 254 825 004 | Павловический сельский округ    |
| Танино            | деревня | 84                | 46 254 807 013 | Гуслевский сельский округ       |
| Тарусово          | деревня | 38                | 46 254 807 024 | Гуслевский сельский округ       |
| Троица-Вязники    | деревня | 10                | 46 254 807 025 | Гуслевский сельский округ       |
| Федотово          | деревня | 0                 | 46 254 807 006 | Гуслевский сельский округ       |
| Шатеево           | деревня | 14                | 46 254 825 009 | Павловический сельский округ    |